# Over Bridge
Die Over Bridge, auch Telford’s Bridge, ist eine im 19. Jahrhundert erbaute ehemalige Straßenbrücke in Gloucester, England, welche die Straße Richtung Wales und anderen Orten westlich der Stadt über den Fluss Severn führte. Sie wird als Baudenkmal vom English Heritage erhalten und wird nur noch als Fußgängerbrücke benutzt. Die Brücke liegt unmittelbar südlich der Brücke der A40 road. Bis zur Eröffnung der Severn-Brücke 1966 war die Over Bridge die letzte Brücke über den Fluss, bevor dieser in den Bristolkanal mündet.

## Geschichte
Die älteste Erwähnung einer Brücke an der Stelle der Over Bridge stammt aus dem Jahre 1089. Der Baumeister Thomas Telford erhielt 1825 den Auftrag eine neue Brücke zu entwerfen als Ersatz für eine Brücke aus dem 16. Jahrhundert, die durch Eisgang 1818 beschädigt worden war. Es war deshalb ein Bauwerk gesucht, das einen möglichst großen Querschnitt für den Schiffsverkehr und den Eisgang frei ließ. Telford reichte zwei Entwürfe ein: eine gusseiserne Brücke, wie er sie bei Mythe in der Nähe von Tewkesbury gebaut hatte, und eine Steinbogenbrücke, die sich am Pont de Neuilly in Paris orientierte.
Zur Ausführung gelangte der Entwurf der Steinbogenbrücke. Ähnlich wie bei der Dean Bridge in Edinburgh werden die Bürgersteige von eigenen Bögen getragen, die aus dem Haupttragwerk hervorspringen. Sie haben eine größere Spannweite und eine dünnere Bogendicke als der Bogen des Haupttragwerks und sind ein charakteristisches gestalterisches Element der Brücke.